# Гинзбург, Евгения Соломоновна
Евге́ния Соломо́новна Ги́нзбург (также Семёновна; 7 [20] декабря 1904 год, Москва — 25 мая 1977, там же) — советская журналистка, писательница. Кандидат исторических наук.

## Биография
Родилась в еврейской семье. Родители: фармацевт Соломон Нотович (Натанович) Гинзбург (1876—1938, уроженец Гродно), владелец аптекарского магазина в доме Пузенковых, и Ревекка Марковна Гинзбург (1881—1949, уроженка Вильно).
В 1905 году семья переехала в Казань, где Евгения училась сначала в женской гимназии, а затем в обычной школе.
С 1920 по 1922 год Евгения Гинзбург училась на факультете общественных наук в Казанском университете, после чего перевелась на 3-й курс общественного отделения Казанского Восточного педагогического института, который окончила в июне 1924 года (специальность «история», в дальнейшем защитилась как кандидат исторических наук). Член ВКП(б) с 1932 года, работник образования в Казани (работала в пединституте), сотрудник областной газеты «Красная Татария» (зав. отделом культуры), корреспондент «Литературной газеты». Вспоминала: «1935 год был для меня ужасен. Нервы готовы были сдать. Преследовала настойчивая мысль о самоубийстве».
В 1937 году, в период большого террора, была репрессирована — приговорена к тюремному заключению Военной коллегией Верховного Суда по статье 58, пункты 8 и 11, обвинена в участии в троцкистской террористической организации. Приговор: 10 лет тюремного заключения с поражением в правах на 5 лет и с конфискацией имущества. В августе того же года как «отец и мать врага народа» были арестованы её родители. Провела 10 лет в тюрьмах (в том числе в Бутырках и Ярославском политизоляторе) и колымских лагерях (Эльген, Таскан), 8 лет в «бессрочной» ссылке.
15 февраля 1947 года Евгения Гинзбург была освобождена из заключения с поражением в гражданских правах на 5 лет. Первое время работала в детском саду посёлка Таскан, через полгода она переехала в Магадан, где продолжила работать в детском саду воспитательницей и музработником.
В ссылке в Магадане Евгения Гинзбург вышла замуж за заключённого доктора Антона Яковлевича Вальтера. В 1949 году пара удочерила девочку, полную сироту Антонину Хинчинскую.
25 октября 1949 года была повторно арестована и помещена в Магаданскую тюрьму — «Дом Васькова», откуда была освобождена 19 ноября под подписку о невыезде.
В 1950-е годы Евгения Соломоновна работает педагогом-музыкантом в детском саду, затем учительницей в средней школе № 1 города Магадана. В ноябре 1956 года её избирают секретарём партийной организации школы. Она публикует статьи в «Учительской газете», выступает с лекциями на школьные темы по магаданскому радио, пишет брошюру для областного института усовершенствования учителей.
Добившись полной реабилитации в 1955 году, в июне 1957 по совету магаданской подруги Евгения Гинзбург с семьёй переехала жить во Львов, там было проще решить вопрос с пропиской. После года проживания на съёмной квартире они в конце 1958 года получили квартиру по адресу ул. Шевченко, 8.
Здесь она прожила почти десять лет и начала работу над книгой «Крутой маршрут». Во Львове же Гинзбург создала и альтернативный вариант «Крутого маршрута», отличавшийся куда более резкой и последовательной антисталинской риторикой. По некоторым сведениям, он назывался «Под сенью Люциферова крыла». Но в 1965 году, опасаясь нового ареста и ссылки в связи с усилившимися преследованиями украинских диссидентов, Гинзбург уничтожила эту рукопись и все её черновики.
В 1959 году скончался А. Я. Вальтер.
В 1966 году Евгения Соломоновна переехала в Москву и поселилась в писательском кооперативном доме на 1-й Аэропортовской улице, работала в журналистике.
Похоронена в Москве на Кузьминском кладбище (участок № 61).

## Личная жизнь
- Первый муж — Дмитрий Фёдоров, врач, преподаватель Первого ленинградского мединститута.
  - Старший сын — Алексей, погиб во время блокады Ленинграда, где его с отцом застигла Великая Отечественная война.
- Второй муж — председатель Казанского горсовета Павел Аксёнов.
  - Младший сын — писатель Василий Аксёнов.
- Третий муж — Антон Яковлевич Вальтер (1889—1959), учитель, врач.
  - Приёмная дочь — Антонина Павловна Аксёнова (Хинчинская; 1945—2024), актриса, проживала в Германии[16][17].
- Сестра — Наталья Соломоновна Гинзбург, социолог, сотрудник лаборатории экономической социологии в Ленинградском финансово-экономическом институте.

## Творчество
Автор автобиографического романа «Крутой маршрут» (1967, вторая часть — 1975—1977), «воспоминаний рядовой коммунистки», одного из первых литературных произведений, рассказывающих о сталинских репрессиях в СССР. 
Публикации романа в «Новом мире» воспротивился Александр Твардовский, сказав: 
Она [Гинзбург] заметила, что не все в порядке, только тогда, когда стали сажать коммунистов. А когда истребляли русское крестьянство, она считала это вполне естественным».
Первая публикация состоялась в Милане (Arnoldo Mondadori editore, 1967 год), куда она была вывезена в виде аудиозаписи. Вывоз и последующая публикация были произведены без ведома автора. 
В СССР «Крутой маршрут» впервые напечатан в 1989 году в газете «Вечерняя Казань», до этого распространялся в самиздате.
Любимые стихи, как надёжный источник бодрости, беспомощность человека перед произволом и насилием, очищение человеческой сущности как результат перенесённых страданий — всё это благодаря образности и жизненности диалогов выходит за рамки исторически конкретных свидетельств, обретая силу художественной выразительности.Вольфганг Казак
В 1989 году Галина Волчек поставила в театре «Современник» пьесу «Крутой маршрут» в инсценировке А. Гетмана. В роли Евгении Семёновны — главной героини пьесы и воспоминаний — была занята Марина Неёлова..
В 2009 году в рамках международной кооперации снят фильм на основе книги «Крутой маршрут» под названием «Внутри вихря». Фильм был показан на Гданьском фестивале. Фильм не принят для показа в кино. Доступен в сети.